# (1189) Terentia
(1189) Terentia est un astéroïde de la ceinture principale découvert le 17 septembre 1930 par l'astronome russe Grigori Neujmin.

## Historique
Le lieu de découverte, par l'astronome russe Grigori Neujmin, est Simeis (094).
Sa désignation provisoire, lors de sa découverte le 17 septembre 1930, était 1930 SG.

## Caractéristiques
Sa distance minimale d'intersection de l'orbite terrestre est de 1,611 350 ua.